# 刘夫人 (后唐太祖)
皇太妃劉氏（853年—925年），後唐太祖李克用正室。
劉氏为人能幹，經常随军出征，為李克用提供军事意見，而李克用也聽取她的見解。同光元年（923年）四月，後唐莊宗李存勗冊生母曹氏為皇太后，嫡母劉氏冊為皇太妃，違背了尊嫡母為皇太后的制度，這使曹氏感到十分抱歉，刘氏说：“愿我儿享国无穷，让我死后能在地上以遵从先君。复何言哉？”不久，莊宗滅後梁入洛陽，命人迎曹太后到洛陽長壽宮居住，而皇太妃獨留在晉陽。至同光三年（925年）五月，皇太妃刘氏去世。
後唐莊宗李存勗在冊生母為皇太后、嫡母為皇太妃之後，亦將自己的妾室劉玉娘扶正為皇后、嫡妻韓氏冊為淑妃，貶妻為妾。
戏曲《珠帘寨》称之为刘银屏。

## 延伸阅读
[在维基数据编辑]
 《舊五代史·卷49》，出自薛居正《舊五代史》